# Milieueffectrapportage (Nederland)

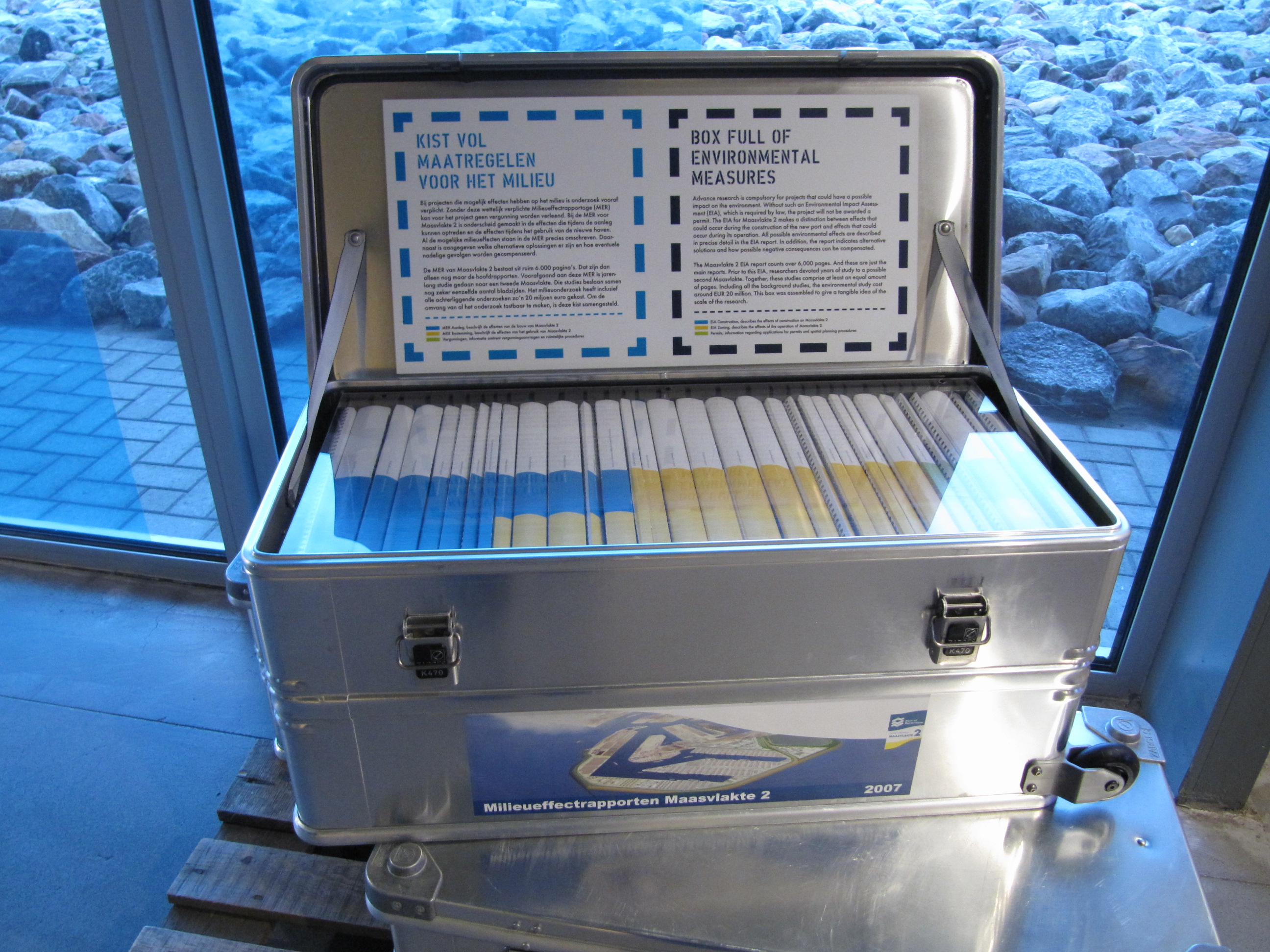
Koffer met de hoofdrapporten van de milieueffectrapportage Maasvlakte 2

Milieueffectrapportage (m.e.r.) brengt de milieugevolgen van een ruimtelijk plan of project in beeld. Zo weet de overheid wat de milieueffecten zijn van het plan of project en kan ze een goed afgewogen besluit nemen. De milieugevolgen worden beschreven in een milieueffectrapport (mer). 
Een MER wordt opgesteld bij plannen en projecten die mogelijk belangrijke nadelige gevolgen voor het milieu hebben. Dit varieert van een vergunning voor de bouw van een chemische fabriek tot de aanleg van een weg, een windpark of de uitbreiding van een luchthaven. Milieueffectrapporten worden op veel plaatsen in de wereld gebruikt bij besluitvorming, vaak aangeduid als Environmental impact assessment.
In Hoofdstuk 11 van het Omgevingsbesluit is vastgelegd wanneer milieueffectrapportage verplicht is.

## Milieueffectrapport
Voordat de overheid een besluit neemt, moet degene die een project wil ondernemen (de initiatiefnemer) alle milieueffecten van het project beschrijven in een openbaar document, het milieueffectrapport, MER. In dit rapport moeten ook voor een aantal andere oplossingen (de alternatieven) de milieueffecten worden beschreven.
Op deze manier krijgen de projectondernemer, de overheid (het bevoegd gezag) die het besluit moet nemen en de burgers vooraf kennis over de gevolgen voor het milieu van het project en van de alternatieven

## Inhoud van een MER
De Wet milieubeheer stelt de eisen aan de inhoud van een milieueffectrapport. Deze hebben vooral betrekking op:
- de voorgenomen activiteit, de alternatieven en de te nemen besluiten;
- de milieugevolgen van de voorgenomen activiteit en alternatieven en de vergelijking daarvan. De gevolgen van de ingreep worden vergeleken met de "autonome ontwikkelingen", dat is de situatie in de toekomst zonder de ingreep.

### Voorgenomen activiteit
De opsteller van het milieueffectrapport moet aangeven welk project hij wil gaan ondernemen (voorgenomen activiteit). Belangrijkste onderdeel van het rapport is het hoofdstuk over de alternatieven van de voorgenomen activiteit. Het vergelijken van alternatieven op hun milieugevolgen is eigenlijk de kern van m.e.r. Het rapport moet ook aangeven binnen welk wettelijk kader de voorgenomen activiteit valt (genomen en te nemen besluiten).

### Milieugevolgen en alternatieven
In het MER worden de milieugevolgen van de verschillende alternatieven met elkaar vergeleken. Hiervoor wordt eerst de huidige situatie in beeld gebracht (referentiesituatie). Vaak ligt al vast dat de huidige situatie gaat veranderen, omdat over bepaalde zaken al besloten is of activiteiten al in uitvoering zijn. Dit worden "autonome" ontwikkelingen genoemd (want onafhankelijk van de voorgenomen activiteit). Een manier om de alternatieven te vergelijken is met behulp van multicriteria-analyse.

### Leemten in kennis
De gegevens in het rapport moeten juist en controleerbaar zijn. Niet in alle gevallen is er voldoende kennis over bijvoorbeeld milieugevolgen op langere termijn of samenloop van diverse milieueffecten. De initiatiefnemer moet deze zogenaamde leemten in kennis apart vermelden, voor zover ze relevant kunnen zijn voor de besluitvorming.